# Drino aurifera
Drino aurifera là một loài ruồi trong họ Tachinidae.